# 麹屋伝兵衛
麹屋 伝兵衛（こうじや でんべえ、? - 天明5年（1785年））は、江戸時代中期の一揆指導者、町人。

## 経歴・人物
山城伏見の麹製造業者。
天明5年（1785年）伏見奉行の小堀政方の苛政に反対し、丸屋九兵衛、文珠九助、伏見屋清左衛門、柴屋伊兵衛、板屋市右衛門、焼塩屋權兵衛と共に江戸の寺社奉行へ越訴（伏見町民一揆、天明伏見騒動）に向かうが、伝兵衛は江戸にて越訴を前にして病死する。越訴の結果政方は職を免じられた。
明治20年（1887年）7人の義民を祀る「伏見義民事蹟」が御香宮神社の境内に建てられた。碑文は勝海舟の撰、題字は三条実美の書である。毎年5月18日には伏見義民碑保存会により慰霊祭が開催されている。